# Aloe squarrosa
Aloe squarrosa är en grästrädsväxtart som beskrevs av John Gilbert Baker och Isaac Bayley Balfour. Aloe squarrosa ingår i släktet Aloe och familjen grästrädsväxter. IUCN kategoriserar arten globalt som sårbar. Inga underarter finns listade i Catalogue of Life.

## Bildgalleri

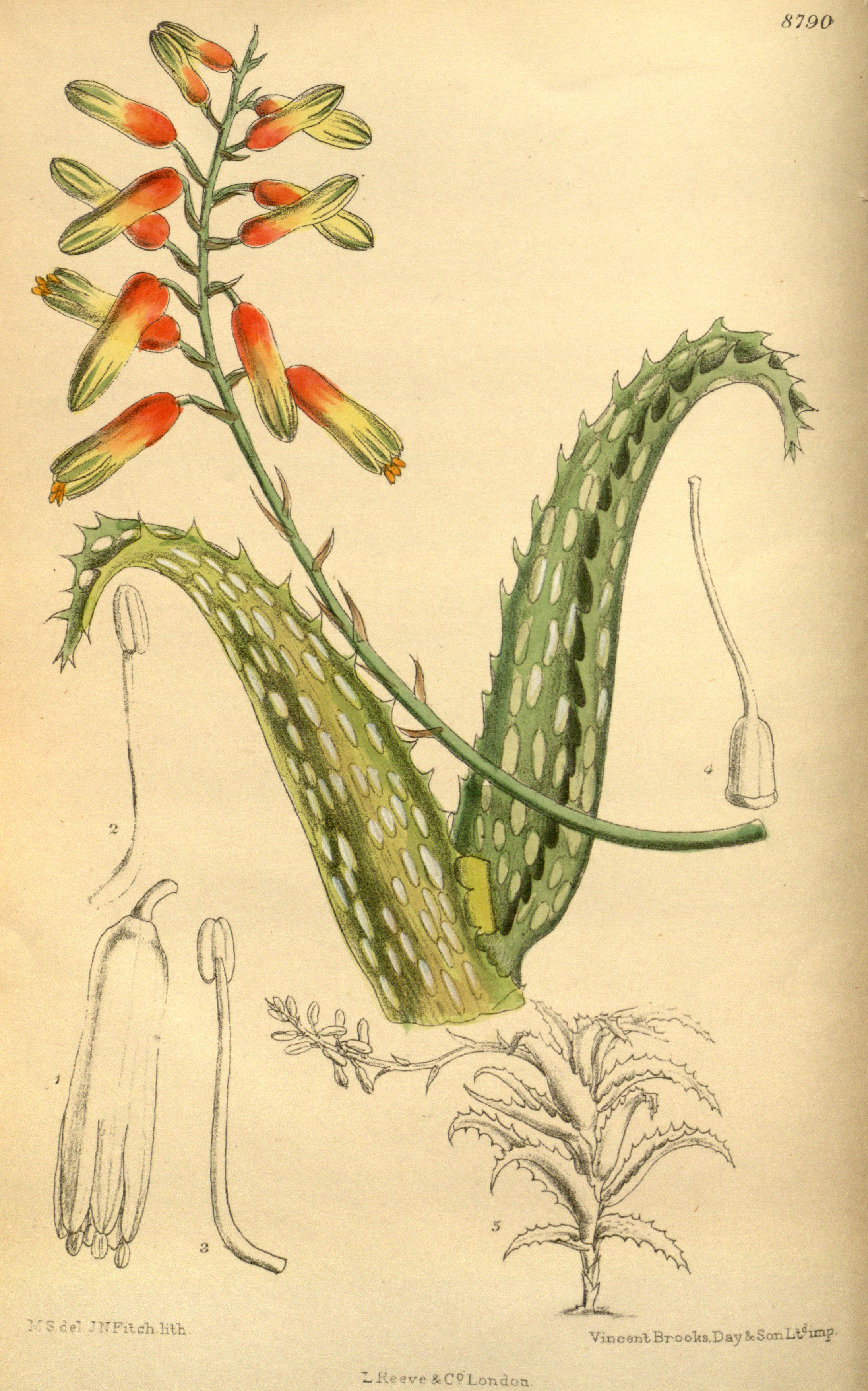